# Hendrik Cornelis Dibbits

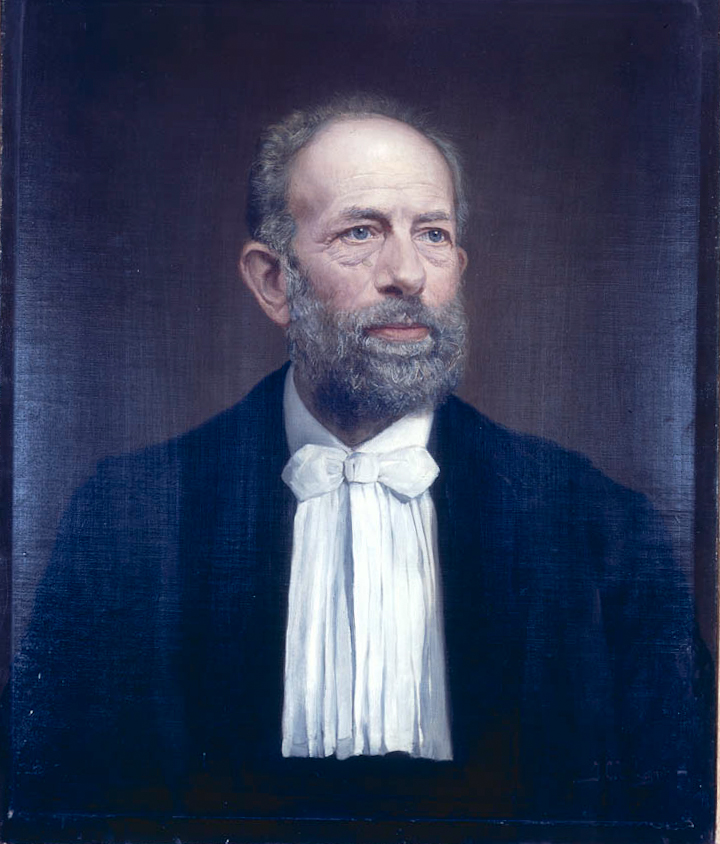
H.C. Dibbits

Hendrik Cornelis Dibbits (* 3. September 1838 in Utrecht; † 19. März 1903 ebenda) war ein holländischer Chemiker.

## Leben
Hendrik Cornelis war der Sohn des Lambertus Dibbits (* 20. April 1796 in Amersfoort; † 1. Juni 1855 in Utrecht) und dessen Frau Adriana Jakoba Susanna Kaas (* 1806 in Rotterdam; † 26. Dezember 1880 in Utrecht).
Er besuchte das Gymnasium in Utrecht und wurde 1856 als Student an der Universität seiner Geburtsstadt ein Schüler von Richard van Rees, Christoph Buys Ballot, Gerardus Johannes Mulder, Friedrich Anton Wilhelm Miquel, Pieter Harting und anderen. Am 25. Juni 1863 promovierte er mit der Arbeit De spectraal-analyse (frei deutsch übersetzt: Die Spektralanalyse) zum Doktor der Naturwissenschaften. Dibbits war 1861–62 sowie 1863–64 Assistent am chemischen Laboratorium der Universität Utrecht.
Nach einer kurzen Zeit (1862–1863) als Lehrer der Akademie in Delft, war er 1864–65 Lehrer der Chemie an der HBS in Zutphen und 1865 in Amsterdam. Am 17. April 1876 wurde er zum Professor für anorganische Chemie berufen und trat am 23. Juni des Jahres dieses Amt mit der Rede Eenige scheikundige werkingen als bewegings-verschijnselen opgevat (frei deutsch übersetzt: Einige chemische Wirkungen, als Bewegungserscheinungen verstanden) an. Zudem beteiligte sich Dibbits auch an den organisatorischen Aufgaben der Utrechter Hochschule und war 1894/95 Rektor der Alma Mater. Ab 1877 war er Mitglied der Abteilung Naturkunde in der Koninklijke Akademie van Wetenschappen. Am 15. September 1902 schied er aus seiner Professur.
Dibbits verheiratete sich am 4. Juni 1872 in Utrecht mit Catharina Wilhelmina Philippina Schroeder van der Kolk (* 7. September 1840 in Utrecht; † 13. Februar 1922 in Cannes (Frankreich)), der Tochter des Jacobus Ludovicus Conradus Schroeder van der Kolk. Die Ehe blieb kinderlos.

## Schriften

Hendrik Cornelis Dibbits

- De spectraal-analyse. Rotterdam, 1863
- De steen der wijzen. Utrecht, 1893
- Het geloof in de alchemie en het misbruik daarvan. Utrecht, 1895